# Дзеркальне
Дзерка́льне — селище Амвросіївської міської громади Донецького району Донецької області, Україна.

## Загальні відомості
Відстань до райцентру становить близько 20 км і проходить автошляхом Т 0509.
Землі селища межують із територією с. Осикове Старобешівського району Донецької області.
25 серпня у боях під Дзеркальним загинули вояки 51-ї бригади Олександр Лобжин, Ігор Пугач, Валерій Янчук. Унаслідок російської військової агресії із серпня 2014 р. Дзеркальне перебуває на території ОРДЛО.

## Населення
За даними перепису 2001 року населення селища становило 65 осіб, із них 30,77 % зазначили рідною мову українську, 67,69 % — російську та 1,54 % — білоруську мову.